# Leroy Matthiesen
Leroy Theodore Matthiesen (Olfen, 11 juni 1921 - 22 maart 2010) was een Amerikaans theoloog, activist en bisschop. Matthiesen werd in 1946 priester gewijd en in 1980 benoemd tot bisschop van Amarillo. In 1997 nam hij ontslag.
Matthiesen werkte zich in de belangstelling door het verdedigen van uitstel van executie voor de moordenaar van een non en door zich in te zetten voor meer solidariteit met homoseksuelen binnen de Rooms-Katholieke Kerk.
In 1984 ontving Matthiesen de Isaac Hecker Award for Social Justice van het Paulist Center. In 2009 ontving hij de Pax Christi USA Teacher of Peace Award.